# Krzyż Zasługi (UPA)
Krzyż Zasługi (ukr. Хрест Заслуги) – wojskowe i cywilne odznaczenie Ukraińskiej Powstańczej Armii i Ukraińskiej Głównej Rady Wyzwoleńczej – samozwańczego rządu Ukrainy pod patronatem OUN-B. Nadawany członkom Ukraińskiej Powstańczej Armii i ludności cywilnej „za szczególną pracę na rzecz Ukraińskich Sił Zbrojnych”.

## Historia
Odznaczenie zostało ustanowione 27 stycznia 1944 roku rozkazem Komendy Głównej nr 3/44, podpisanym przez Naczelnego Dowódcę Ukraińskiej Powstańczej Armii Romana Szuchewycza i Szefa Głównego Sztabu Wojskowego UPA Dmytro Hrycaja:

Za szczególną pracę na rzecz Ukraińskich Sił Zbrojnych wojskowi i cywile mogą otrzymać odznaczenie bojowe – Krzyż Zasługi odpowiedniej klasy.
1. Złoty Krzyż Zasługi. Odznaczenie to przyznaje Główna Rada Wyzwoleńcza na wniosek Naczelnego Dowódcy UPA.
2. Srebrny Krzyż Zasługi. Odznaczenie to przyznaje Główna Rada Wyzwoleńcza na wniosek Naczelnego Dowódcy UPA.
3. Brązowy Krzyż Zasługi. Odznaczenie to przyznaje Komendant Główny UPA na wniosek Komendanta Okręgowego UPA

W sumie istniało pięć stopni Krzyża Zasługi: dwa złote, dwa srebrne i jeden brązowy. Ostateczny projekt odznaczenia został opracowany w 1950 roku przez artystę Niła Chasewycza. Projekt, zatwierdzony przez UGRW, został przy pomocy kurierów przewieziony do Bawarii, gdzie wybijano odznaczenia UPA, w tym Krzyże Zasługi.
Wśród odznaczonych Krzyżami Zasługi różnych stopni i klas znalazł się m.in. autor projektu Nił Chasewycz jak i Naczelny Dowódca UPA Roman Szuchewycz, odznaczony Złotym Krzyżem Zasługi I klasy pośmiertnie.
12 października 1952 roku wydano ostatni rozkaz o przyznaniu krzyża nr 3/52. Odtąd nikt już nie był odznaczany ani Krzyżami Zasługi, ani żadnymi innymi odznaczeniami UPA.

## Opis
Wszystkie Krzyże Zasługi, niezależnie od stopnia i klasy, miały ten sam wymiar: 27x18 mm i miały kształt stylizowanego krzyża. Pośrodku krzyża znajdował się romb z ukraińskim tryzubem. Tylko krzyż I klasy był częściowo emaliowany: pole, na którym znajdował się tryzub, barwiono na niebiesko. Krzyże noszono na pięcioramiennej zawieszce przewiązanej wstążką o szerokości 30 mm była koloru ciemnoczerwonego z dwoma czarnymi poziomymi paskami pośrodku, w nawiązaniu do barw flagi banderowskiej. Na wstążce przypinano okucia: jeden lub dwa poziome metalowe paski odpowiadające stopniowi odznaczenia.